# İkizce (district)
İkizce is een Turks district in de provincie Ordu en telt 19.301 inwoners (2007). Het district heeft een oppervlakte van 78,1 km². Hoofdplaats is İkizce.
De bevolkingsontwikkeling van het district is weergegeven in onderstaande tabel.
| 1997   | 2000   | 2007   |
| ------ | ------ | ------ |
| 23.984 | 30.362 | 19.301 |